# 高女人和矮丈夫
《高女人和矮丈夫》是1989年在中国的上映的一部动画片。是上海美术电影制片厂的胡依红根据冯骥才的作品《高女人和矮丈夫》执导出来的一部动画，该动画主要讲述的是两个身材不匹配的夫妇虽然恩爱，却被人们指指点点的故事。该作获得第10届中国电影金鸡奖最佳美术片(提名)

## 剧情简介
有一对儿夫妇因为身材不疲惫而受到了人们的指指点点，而后，这对儿夫妇为了让人们看着合适，从而不受到人们的指指点点，于是做出了各种的改变……